# Schulversuch Gemeinsamer Unterricht in der Sekundarstufe I
Der Schulversuch Gemeinsamer Unterricht in der Sekundarstufe I ist ein Projekt des Landes Nordrhein-Westfalen zur Integration von behinderten Kindern und Jugendlichen.
„Der gemeinsame Unterricht von behinderten und nichtbehinderten Kindern schafft günstige Bedingungen für die positive sozial-emotionale Entwicklung aller Schülerinnen und Schüler.“ formulierte unter anderem der Pädagoge Dieter Dumke am Psychologischen Institut der Universität Bonn.
Das Thema wurde im Landtag in Düsseldorf zuletzt im November 1998 bei einer Anhörung des Schulausschusses zum Gemeinsamen Unterricht erörtert. Die Schulversuche werden im Einzelnen vom Land genehmigt, die Ausgestaltung obliegt jedoch den Schulen und Lehrern selbst. In Nordrhein-Westfalen nehmen 14 Schulen am Projekt teil, darunter größtenteils Gesamtschulen, wie zum Beispiel die Matthias-Claudius-Schule in Bochum. Besonders hervorzuheben, weil sehr erfolgreich, ist die Arbeit der Integrierten Gesamtschule Bonn-Beuel. Diese wurde für ihre Arbeit bereits mehrere Male ausgezeichnet (u. a. 2. Platz beim Deutschen Schulpreis 2008).
Zu den sinnvollen Ergänzungen zählen Angebote von Sprachtherapie, Ergotherapie und Krankengymnastik an der Schule.